# .zr
.zr је бивши највиши Интернет домен државних кодова (ccTLD) за Заир. С обзиром да је Заир преименован у Демократску Републику Конго 1997. године, .zr је полако почео да се све мање користи, а .cd му је заузео место. 2001. године, .zr је коначно укинут.